# 58 Pegasi
58 Pegasi är en blåvit jätte i stjärnbilden Pegasus.
58 Pegasi har visuell magnitud +5,39 och synlig för blotta ögat vid normal seeing. Den befinner sig på ett avstånd av ungefär 810 ljusår.